# Diastatops
Diastatops ist eine aus acht Arten bestehende Libellengattung der Unterfamilie Palpopleurinae und wurde 1842 von Jules Pierre Rambur erstbeschrieben. Das Verbreitungsgebiet erstreckt sich östlich der Anden von Kolumbien abwärts bis in die argentinischen Niederungen des Río Paraná. Im Osten reicht das Fluggebiet bis an die Atlantik-Küste Brasiliens.

## Merkmale
Diastatops-Arten sind kleine bis mittelgroße Tiere und werden 25 bis 32 Millimeter lang. Innerhalb der Segellibellen sind es die einzigen Arten, deren Augen sich nicht auf der Oberseite des Kopfes berühren. Ihr Brustkorb (Thorax) und Hinterleib (Abdomen) sind braun gefärbt. Die Flügel sind meist dunkel gefärbt oder besitzen eine bräunliche Musterung. Die Adern der Hinterflügel sind teilweise am Ansatz rötlich bis gelblich gefärbt.

## Lebensraum
Die ausgewachsenen Tiere jagen auf Schilfrohr und Gras in der Nähe von Tümpeln und Marschen.

## Systematik
Die Gattung wurde erstmals 1842 anhand Libellula pullata durch Rambur eingerichtet. Die letzte Revision der Gattung erfolgte 1940 durch Basil Elwood Montgomery.
Folgende Arten gehören zur Gattung Diastatops:
- Diastatops dimidiata
- Diastatops emilia
- Diastatops estherae
- Diastatops intensa
- Diastatops maxima
- Diastatops nigra
- Diastatops obscura
- Diastatops pullata